# Roman Wallner
Roman Wallner (Graz, 4 febbraio 1982) è un ex calciatore austriaco, di ruolo attaccante.

## Carriera

### Club
Comincia la sua carriera nello Sturm Graz, per poi passare a 19 anni, al Rapid Vienna, dove in 5 stagioni realizza 42 gol in 134 partite.
Nel 2004 passa in Bundesliga con l'Hannover 96, con la quale gioca 10 partite senza segnare, e a gennaio torna in Austria con l'Admira Wacker.
Finita la stagione, passa all'Austria Vienna, dove in 2 stagioni totalizza 18 presenze nelle quali realizza 6 gol.
Nel 2007 firma un contratto annuale con opzione sul secondo con gli scozzesi del Falkirk, che hanno come obiettivo terminare la stagione nei primi 6 posti della SPL.
Nella squadra scozzese trova poco spazio, infatti nello stesso anno viene trasferito in prestito all'Hamilton Academical dove fa un gol in quattro presenze.
Anche il 2008 è un anno travagliato per lui: prima approda all'Apollōn Kalamarias e poi allo Skoda Xanthi.
Nel 2009 torna in patria al LASK Linz, per essere ceduto durante il mercato invernale al Red Bull Salisburgo.

### Nazionale
In Nazionale austriaca ha totalizzato 7 gol in 29 presenze.

## Statistiche

### Cronologia presenze e reti in nazionale
| Cronologia completa delle presenze e delle reti in nazionale ― Austria | Cronologia completa delle presenze e delle reti in nazionale ― Austria | Cronologia completa delle presenze e delle reti in nazionale ― Austria | Cronologia completa delle presenze e delle reti in nazionale ― Austria | Cronologia completa delle presenze e delle reti in nazionale ― Austria | Cronologia completa delle presenze e delle reti in nazionale ― Austria | Cronologia completa delle presenze e delle reti in nazionale ― Austria | Cronologia completa delle presenze e delle reti in nazionale ― Austria |
| Data                                                                   | Città                                                                  | In casa                                                                | Risultato                                                              | Ospiti                                                                 | Competizione                                                           | Reti                                                                   | Note                                                                   |
| ---------------------------------------------------------------------- | ---------------------------------------------------------------------- | ---------------------------------------------------------------------- | ---------------------------------------------------------------------- | ---------------------------------------------------------------------- | ---------------------------------------------------------------------- | ---------------------------------------------------------------------- | ---------------------------------------------------------------------- |
| 25-4-2001                                                              | Vienna                                                                 | Austria                                                                | 2 – 0                                                                  | Liechtenstein                                                          | Qual. Mondiali 2002                                                    | -                                                                      | 89’                                                                    |
| 15-8-2001                                                              | Vienna                                                                 | Austria                                                                | 1 – 2                                                                  | Svizzera                                                               | Amichevole                                                             | -                                                                      | 66’                                                                    |
| 27-10-2001                                                             | Gerusalemme                                                            | Israele                                                                | 1 – 1                                                                  | Austria                                                                | Qual. Mondiali 2002                                                    | -                                                                      | 69’ 84’                                                                |
| 10-11-2001                                                             | Vienna                                                                 | Austria                                                                | 0 – 1                                                                  | Turchia                                                                | Qual. Mondiali 2002                                                    | -                                                                      | 62’                                                                    |
| 27-3-2002                                                              | Vienna                                                                 | Austria                                                                | 2 – 0                                                                  | Slovenia                                                               | Amichevole                                                             | -                                                                      |                                                                        |
| 17-4-2002                                                              | Vienna                                                                 | Austria                                                                | 0 – 0                                                                  | Camerun                                                                | Amichevole                                                             | -                                                                      | 58’                                                                    |
| 18-5-2002                                                              | Leverkusen                                                             | Germania                                                               | 6 – 2                                                                  | Austria                                                                | Amichevole                                                             | 1                                                                      | 67’                                                                    |
| 21-8-2002                                                              | Basilea                                                                | Svizzera                                                               | 3 – 2                                                                  | Austria                                                                | Amichevole                                                             | 2                                                                      | 82’                                                                    |
| 7-9-2002                                                               | Vienna                                                                 | Austria                                                                | 2 – 0                                                                  | Moldavia                                                               | Qual. Euro 2004                                                        | -                                                                      | 68’                                                                    |
| 12-10-2002                                                             | Minsk                                                                  | Bielorussia                                                            | 0 – 2                                                                  | Austria                                                                | Qual. Euro 2004                                                        | -                                                                      | 75’                                                                    |
| 16-10-2002                                                             | Vienna                                                                 | Austria                                                                | 0 – 3                                                                  | Paesi Bassi                                                            | Qual. Euro 2004                                                        | -                                                                      | 80’                                                                    |
| 20-11-2002                                                             | Vienna                                                                 | Austria                                                                | 0 – 1                                                                  | Norvegia                                                               | Amichevole                                                             | -                                                                      | 84’                                                                    |
| 7-6-2003                                                               | Tiraspol                                                               | Moldavia                                                               | 1 – 0                                                                  | Austria                                                                | Qual. Euro 2004                                                        | -                                                                      | 70’                                                                    |
| 11-6-2003                                                              | Innsbruck                                                              | Austria                                                                | 5 – 0                                                                  | Bielorussia                                                            | Qual. Euro 2004                                                        | 1                                                                      | 60’                                                                    |
| 20-8-2003                                                              | Vienna                                                                 | Austria                                                                | 2 – 0                                                                  | Costa Rica                                                             | Amichevole                                                             | 1                                                                      | 64’                                                                    |
| 31-3-2004                                                              | Bratislava                                                             | Slovacchia                                                             | 1 – 1                                                                  | Austria                                                                | Amichevole                                                             | -                                                                      | 79’                                                                    |
| 28-4-2004                                                              | Innsbruck                                                              | Austria                                                                | 4 – 1                                                                  | Lussemburgo                                                            | Amichevole                                                             | -                                                                      | 56’                                                                    |
| 25-5-2004                                                              | Graz                                                                   | Austria                                                                | 0 – 0                                                                  | Russia                                                                 | Amichevole                                                             | -                                                                      | 77’                                                                    |
| 18-8-2004                                                              | Vienna                                                                 | Austria                                                                | 1 – 3                                                                  | Germania                                                               | Amichevole                                                             | -                                                                      | 70’                                                                    |
| 12-10-2005                                                             | Vienna                                                                 | Austria                                                                | 2 – 0                                                                  | Irlanda del Nord                                                       | Qual. Mondiali 2006                                                    | -                                                                      | 64’ 78’                                                                |
| 16-8-2006                                                              | Graz                                                                   | Austria                                                                | 1 – 2                                                                  | Ungheria                                                               | Amichevole                                                             | -                                                                      | 46’ 90+1’                                                              |
| 2-9-2006                                                               | Lancy                                                                  | Austria                                                                | 2 – 2                                                                  | Costa Rica                                                             | Amichevole                                                             | -                                                                      | 57’                                                                    |
| 6-9-2006                                                               | Basilea                                                                | Austria                                                                | 0 – 1                                                                  | Venezuela                                                              | Amichevole                                                             | -                                                                      | 63’                                                                    |
| 5-9-2009                                                               | Graz                                                                   | Austria                                                                | 3 – 1                                                                  | Fær Øer                                                                | Qual. Mondiali 2010                                                    | -                                                                      | 80’ 88’                                                                |
| 9-9-2009                                                               | Bucarest                                                               | Romania                                                                | 1 – 1                                                                  | Austria                                                                | Qual. Mondiali 2010                                                    | -                                                                      | 73’                                                                    |
| 10-10-2009                                                             | Innsbruck                                                              | Austria                                                                | 2 – 1                                                                  | Lituania                                                               | Qual. Mondiali 2010                                                    | 1                                                                      |                                                                        |
| 18-11-2009                                                             | Vienna                                                                 | Austria                                                                | 1 – 5                                                                  | Spagna                                                                 | Amichevole                                                             | -                                                                      | 23’ 68’                                                                |
| 3-3-2010                                                               | Vienna                                                                 | Austria                                                                | 2 – 1                                                                  | Danimarca                                                              | Amichevole                                                             | 1                                                                      | 63’                                                                    |
| 19-5-2010                                                              | Klagenfurt                                                             | Austria                                                                | 0 – 1                                                                  | Croazia                                                                | Amichevole                                                             | -                                                                      | 63’                                                                    |
| Totale                                                                 |                                                                        | Presenze                                                               | 29                                                                     |                                                                        | Reti                                                                   | 7                                                                      |                                                                        |

## Palmarès

### Club

#### Competizioni Nazionali
- Campionato austriaco: 4

Sturm Graz: 1998-1999
Austria Vienna: 2005-2006
Red Bull Salisburgo: 2009-2010, 2011-2012
- Coppa d'Austria: 3

Austria Vienna: 2005-2006, 2006-2007
Red Bull Salisburgo: 2011-2012